# 大学病院停留場
大学病院停留場（だいがくびょういんていりゅうじょう、大学病院電停）は、長崎県長崎市浜口町にある、長崎電気軌道本線の停留場である。駅番号は21。
1号・2号・3号各系統が停車する。長崎大学病院の最寄りとなる停留場である。

## 歴史
当停留場の開業は第二次世界大戦後の1947年（昭和22年）のことであるが、戦前にも長崎大学病院（旧県立長崎病院）前に停留場が設置されていた。ここではこの停留場についても扱う。
長崎電気軌道の路線は1915年（大正4年）11月に営業を開始、このとき当地には病院下停留場（びょういんしたていりゅうじょう）が開業した。当時の路線は浦上駅前から専用軌道となり、東寄りに迂回して病院下（現在の長崎大学歯学部正門より長崎北郵便局方面へ50メートルの地点。北緯32度46分7.6秒 東経129度51分58.2秒）へと至っていた。停留場名は県立長崎病院の下にあったことに由来する。開業当時の路線は病院下までで、それより先に路線が伸びたのは1920年（大正9年）のことであった。
1923年（大正12年）ころには病院前停留場（びょういんまえていりゅうじょう）へ改称、その後再び病院下、さらに再び病院前へと改称を繰り返した。1945年（昭和20年）8月9日には原爆投下を経験。長崎電軌の路線は全線不通となり、当地で路線が復旧したのは2年後の1947年（昭和22年）。このとき浦上駅前から浜口町までの区間は都市計画に基づき軌道が一直線に敷かれることになり、戦前の東寄りへ迂回していたルートは廃止された。
当停留場はこの新線開通に合わせて新線上に開業した停留場である。当時の停留場名は岩川町停留場（いわかわまちていりゅうじょう）だった。1954年（昭和29年）には停留場を浜口町寄りに移設、このとき大学病院前停留場（だいがくびょういんまえていりゅうじょう）に改称した。「前」を外して大学病院停留場に改称したのは2018年（平成30年）のことである。

### 年表
- 1915年（大正4年）11月16日：築町から病院下までの区間で長崎電気軌道の路線開業[7]。病院下停留場が開業[5]。
- 1920年（大正9年）7月9日：病院下から下の川（廃止）までの区間が営業開始[7]。
- 1923年（大正12年）：病院前停留場に改称[4][5]。
- 1927年（昭和2年）：再度病院下停留場に改称[4][5]。
- 1936年（昭和11年）9月：再度病院前停留場に改称[4][5]。
- 1945年（昭和20年）8月9日：原爆投下により不通[7]。
- 1947年（昭和22年）5月16日：浦上駅前から大橋までの区間が復旧、旧線を廃止[7][11]。新線上に岩川町停留場が開業[4][5]。
- 1954年（昭和29年）2月1日：浜口町寄りに移設、合わせて大学病院前停留場に改称[4][5]。
- 1999年（平成11年）11月17日：停留場の改修工事が竣工[14]。
- 2018年（平成30年）8月1日：大学病院停留場に改称[13][15]。

## 構造
停留場は併用軌道区間にあり、道路上にホームが設けられる。ホームは2面あり、南北方向に伸びる2本の線路を挟んで向かい合わせに設けられる（相対式ホーム）。線路の東側にあるのが長崎駅前方面行き、西側にあるのが赤迫方面行きのホーム。かつてはホームに横断歩道橋が接続していたが、交通渋滞の緩和のため1999年に撤去、合わせてホームの延長やかさ上げなど停留場も改修された。
停留場の原爆資料館寄りには上下線の渡り線がある。平常のダイヤでは利用されないが、貸切車両や臨時便の方向転換に利用される。
戦前の病院前停留場は道路を挟んで上下のホームが設けられていた。ホームの幅は3.13メートルあり、上屋やベンチを備えたほか、操車員の詰所も置かれていた。

## 利用状況
長崎電軌の調査によると1日の乗降客数は以下の通り。病院への通院者、見舞客の利用も多い。
- 1998年 - 3,044人[1]
- 2015年 - 2,800人[20]

## 周辺
長崎大学病院のほか、長崎大学医学部・歯学部が近い。停留場の前には長崎北郵便局もある。
- 福砂屋浦上店
- 山王神社（片足鳥居で有名）
- 活水中学校・高等学校
- 長崎県医師会館
- 浦上百貨センター（当停留場と浦上駅前停留場とのほぼ中間にある）
- 長崎自動車・長崎県交通局「岩川町」バス停（浦上百貨センターの前にある）
- 山王神社

## 隣の停留場
長崎電気軌道
本線
原爆資料館停留場 (20) - 大学病院停留場 (21) - 浦上駅前停留場 (22)